# Parafia Matki Bożej Częstochowskiej w Lipie
Parafia pod wezwaniem Matki Bożej Częstochowskiej,  parafia rzymskokatolicka w Lipie, diecezji sandomierskiej w dekanacie Zaklików. Do parafii należą: Lipa, Gielnia, Goliszowiec.

## Historia
W 1928 utworzono w Lipie parafię Kościoła Polskokatolickiego, do której przystąpiło wielu mieszkańców Lipy, Gielni i Goliszowca, która koncentrowała się wokół wybudowanej drewnianej świątyni, (spłonęła 8 kwietnia 1969, obecnie istnieje murowana kaplica). Parafia powstała wskutek konfliktu mieszkańców z ówczesnym proboszczem parafii w Zaklikowie do której należała Lipa, ks. Antonim Gieysztorem, doszło wówczas do utworzenia parafii kościoła polskokatolickiego. Zaowocowało to także w późniejszych latach budową rzymskokatolickiego kościoła pw. Matki Boskiej Częstochowskiej.
Od 1943 r. posługę duszpasterską kościoła rzymskokatolickiego w Lipie rozpoczął kapucyn z Rozwadowa o. Leszek Tabor, nabożeństwa odprawiał w remizie strażackiej. Zakon Braci Mniejszych Kapucynów z klasztoru w Rozwadowie prowadzili duszpasterstwo w Lipie do 1946 r. Od tego czasu posługę tę przejęli kapłani oddelegowani przez kurię biskupią w Lublinie z parafii w Zaklikowie.
W latach 1945-1955 wybudowano drewniany kościół w stylu zakopiańskim wg projektu inż. Stanisława Goebla z Kraśnika. Pierwsza Msza święta w tej świątyni odprawiona została w Boże Narodzenie 1949, a kościół otrzymał jednocześnie statut kościoła filialnego parafii w Zaklikowie. 5 czerwca 1955 poświęcenia świątyni dokonał bp. Tomasz Wilczyński.
Pierwszym księdzem, który na stałe pełnił obowiązki proboszcza, był ks. Eugeniusz Sośler. Samodzielna parafia w Lipie erygowana została przez biskupa Piotra Kałwę, 9 września 1972. Pierwszy drewniany kościół służył wiernym w Lipie do 2005, został rozebrany w związku z budową nowego.
Murowany kościół pw. Matki Bożej Częstochowskiej wybudowany został w latach 2004–2006 wg. projektu arch. Marka Gierulskiego ze Stalowej Woli i konstruktora Zbigniewa Konopki. Kamień węgielny pod budowę kościoła przywieziony został z Golgoty w Jerozolimie.
Świątynię poświęcił bp. Andrzej Dzięga 3 grudnia 2006, a konsekracji kościoła dokonał bp. Krzysztof Nitkiewicz 7 czerwca 2015 r.

## Architektura kościoła
Świątynia wybudowana została w stylu postmodernistycznym. Ściany, frontową nawy i kruchty wybudowano w formie lekko wklęsłych półkoli, i fragmentarycznie obłożone są cegłą klinkierową. Łączy je, kwadratowa, dwukondygnacyjna wieża z półokrągłymi szczytami ścian i takim samym zwieńczeniem czworokątnej latarni z krzyżem. Podobny kształt posiadają zewnętrzne dekoracje z różnokolorowej cegły oraz półkolista rozetka nad wejściem. Motyw ten powtarza się również w całej bryle kościoła: w obramowaniach okien nawy głównej, w absydach i szczytach transeptu, w szczycie ściany tylnej oraz zaokrąglonych skosach naw bocznych i nadproży bocznych drzwi. W prezbiterium oraz w nawach bocznych znajdują się rzędy powtarzających się, klasycznych, wąskich okienek. W budowli spotkać można także dekoracyjne gzymsy i kapitele. Wewnątrz jest sklepienie kolebkowe, zaś w nawach bocznych – kasetonowe. Ołtarz główny, wykonany z kolorowego kamienia i metaloplastyki, zawiera przeniesiony ze starego kościoła obraz Matki Bożej Jasnogórskiej. Obraz ten namalowała krakowska artystka Kazimiera Rymar.
Wokół kościoła umieszczono cztery kapliczki procesyjne, w jednej z nich umieszczono tablice pamiątkowe o martyrologii mieszkańców w czasie II wojny.

## Dzwonnica
Dzwonnica kratownicowa, metalowa, wolno stojąca z trzema dzwonami.

## Cmentarz parafialny
Do parafii należy cmentarz parafialny w odległości ok. 2 km od kościoła. Na cmentarzu znajduje się kaplica cmentarna wybudowana  w 1981 wg. projektu Tadeusza Michalaka z Lublina, pod wezwaniem św. Antoniego. We wnętrzu znajduje się drewniany ołtarz, przedstawiający Chrystusa Ukrzyżowanego, oraz płaskorzeźby św. Piotra i św. Antoniego Padewskiego dłuta Henryka Burzeca z Zakopanego.

## Proboszczowie
- ks. Eugeniusz Sośler – od 20 grudnia 1962
- ks. Władysław Kozak – od 1997 do 2004[4]
- ks. Stanisław Mroczek – od lipca 2004, jako administrator prowadził budowę nowego murowanego kościoła w miejsce drewnianego, a od 2010 roku kontynuował posługę jako proboszcz parafii w Lipie[5][2] Oskarżony i skazany w 2019 za molestowanie nieletnich[6]
- ks. mgr lic. Jerzy Skimina – od 2021[2]